# Michael Piller
Michael Brent Piller (* 30. Mai 1948 in Port Chester, New York; † 1. November 2005 in Los Angeles) war ein US-amerikanischer Fernsehproduzent und Drehbuchautor.

## Leben
Michael Brent Piller verbrachte seine Kindheit in New York, wo er auch seinen Schulabschluss machte. Er studierte an der Universität von North Carolina in Chapel Hill und erlangte 1970 einen Bachelor-Abschluss im Studiengang Radio, Television and Motion Pictures. Über Kurse für kreatives Schreiben kam er zum Fernsehen.
Bei Columbia Broadcasting System (CBS) arbeitete er in verschiedenen Positionen. Als Journalist und Nachrichtenproduzent machte er sich einen Namen, so bei CBS News in New York, als Managing Editor bei WBTV-TV in Charlotte und als Senior News Producer bei WBBM-TV in Chicago. In der Rechtsabteilung („Standards and Practices“) war er mit der Inhaltskontrolle von Drehbüchern der Sparte Dokudrama befasst.
Nach knapp vier Jahren verließ Piller CBS und nahm Aufträge für Drehbücher zu den Serien Simon & Simon, Miami Vice (unter anderem Pilotfolge) und Cagney & Lacey an.
Michael Piller wurde durch seine Arbeit an der Star-Trek-Reihe bekannt. Er verfasste 1989 das Drehbuch für „Die Macht der Naniten“, die erste Folge der dritten Staffel von Raumschiff Enterprise: Das nächste Jahrhundert. Rick Berman, der Ausführende Produzent, übertrug ihm ab der fünften Folge der dritten Staffel die Leitung des Autorenstabs. Bedeutsam war Pillers Entscheidung, die Basis für die Stoffentwicklung dauerhaft zu verbreitern, indem er Speculative Scripts – Einsendungen nicht durch Agenten vertretener Hobbyautoren – annehmen ließ. Nach der fünften Staffel gab er seine Aufgaben als Showrunner schrittweise an Produzentin Jeri Taylor ab. Mit Berman erarbeitete er Konzept und Drehbücher für die Serie Star Trek: Deep Space Nine, wo er wieder als Showrunner tätig war. Er gab nach zwei Staffeln diese Aufgabe an Ira Steven Behr ab und konzipierte mit Berman und Taylor die Serie Star Trek: Raumschiff Voyager. Seine Arbeit an der Star-Trek-Reihe endete 1998 mit dem Drehbuch zum neunten Kinofilm Star Trek: Der Aufstand.
Danach konzipierte und produzierte er die Serien Legend, Dead Zone und Wildfire. Die Serien Dead Zone und Wildfire entwickelte Michael Piller zusammen mit seinem Sohn Shawn Piller für deren gemeinsame Produktionsfirma.
Eine große Leidenschaft Pillers war die Sportart Baseball, die in der Serie Deep Space Nine in Form der Figur des Benjamin Sisko zum Tragen kam. Dessen Vorliebe für die beliebte amerikanische Sportart war eine Idee Pillers.
Michael Pillers Mutter war die Musikautorin Ruth Roberts. Michael Piller war seit 1981 mit Sandra Piller verheiratet. Das Paar hatte ein Kind, Sandra Piller hatte zwei Kinder aus erster Ehe. Michael Piller starb im Alter von 57 Jahren infolge eines Krebsleidens.

## Filmografie (Auswahl)

### Film
- 1998: Star Trek: Der Aufstand (Star Trek: Insurrection, Drehbuch)

### Fernsehen
- 1983–1986: Simon & Simon (Drehbuch, Produktion)
- 1987: Miami Vice (Produktion)
- 1989–1994: Raumschiff Enterprise: Das nächste Jahrhundert (Star Trek: The Next Generation, Produktion, Showrunner)
- 1993–1999: Star Trek: Deep Space Nine (Produktion, Showrunner, Drehbuch, Idee)
- 1995–2001: Star Trek: Raumschiff Voyager (Star Trek: Voyager. Produktion, Consulting, Showrunner)
- 2002–2006: Dead Zone (The Dead Zone, Produktion, Drehbuch, Idee)
- 2005–2008: Wildfire (Fernsehserie, 52 Episoden)

## Auszeichnungen
- 1994: Emmy-Nominierung in der Kategorie Beste Dramaserie für Raumschiff Enterprise: Das nächste Jahrhundert
- 1999: Hugo-Award-Nominierung in der Kategorie Best Dramatic Presentation für Star Trek: Der Aufstand